# Révolte ʻUrabi
Pour les articles homonymes, voir Révolution égyptienne.
Guerre anglo-égyptienne
La révolte ʻUrabi, également connue comme la révolution ʻUrabi (en arabe : الثورة العرابية), est un soulèvement nationaliste en Égypte de 1879 à 1882. Il est dirigé par le colonel Ahmed ʻUrabi (également orthographié Orabi et Arabi) qui cherche à destituer le Khédive Tewfik Pacha et à mettre fin à l'influence britannique et française sur le pays. Le soulèvement s'achève par la guerre anglo-égyptienne et la prise de contrôle du pays. Ainsi commença l'Histoire de l'Egypte sous les Britanniques,.

## Prologue
L'Égypte dans les années 1870 est sous influence étrangère, la corruption, le mauvais gouvernement et dans un état de ruine financière. Les énormes dettes contractées par son dirigeant Ismaïl Pacha ne peuvent plus être remboursées et sous la pression des banques européennes qui détiennent la dette, les finances du pays sont contrôlées par des représentants de la France et de la Grande-Bretagne. Lorsque Ismaïl Pacha essaye de soulever le peuple égyptien contre cette intervention étrangère, il est détrôné par les Britanniques et remplacé par son fils plus tolérant Tewfik Pasha.
Les échelons supérieurs de la fonction publique, de l'armée et du monde des affaires deviennent dominés par les Européens, mieux payés que les Égyptiens indigènes. En Égypte, un système juridique parallèle pour poursuivre les Européens séparément des autochtones est mis en place. Cela met en colère les Égyptiens instruits et ambitieux dans l'armée et la fonction publique qui estiment que la domination européenne des postes les plus élevés empêche leur propre avancement. Les paysans égyptiens, lourdement taxés, sont également agacés par le fait que leurs impôts vont aux Européens qui vivent dans une relative richesse.
Les Égyptiens en veulent non seulement à la domination de l'Europe occidentale, mais aussi aux Turcs, aux Circassiens et aux Albanais d'Égypte qui contrôlent la plupart des autres postes d'élite au sein du gouvernement et de l'armée. Les troupes albanaises étaient venues en Égypte avec Muhammad Ali et l'avaient aidé à prendre le contrôle du pays, et elles étaient très favorisées par le Khédive. Le turc est toujours la langue officielle de l'armée et les Turcs ont plus de chances d'être promus. Dans le cabinet au pouvoir sous le Khédive Tawfiq, chaque membre est un Turco-Circassien. La crise fiscale croissante dans le pays force le Khédive à réduire drastiquement l'armée. D'une hauteur de 94 000 soldats en 1874, l'armée est réduite à 36 000 en 1879, avec des plans de réduction accrues. Cela créé une grande classe d'officiers de l'armée au chômage et mécontents dans le pays. La désastreuse guerre éthiopienne-égyptienne en 1875-1876 met également en colère les officiers, estimant que le gouvernement les avait envoyés imprudemment dans le conflit.
Une prise de conscience publique se développe dans le pays au cours de cette période, l'alphabétisation se répand, de nombreux journaux sont publiés dans les années 1870 et 1880 tels que le journal influent Abu Naddara Zarqa. Publié par Yaqub Sannu, un juif d'origine italienne et égyptienne, cette publication basée à Paris est un magazine de satire politique qui se moque souvent de l'establishment sous contrôle européen, et la publication irrite de plus en plus les pouvoirs au pouvoir ainsi que les Européens car elle favorise la réforme et mouvements révolutionnaires. Ce document a une large portée, contrairement à de nombreuses autres publications, Abu Naddara Zarqa est écrit en arabe égyptien plutôt qu'en arabe classique, ce qui rend ses textes satiriques et politiques compréhensibles pour les masses, pas seulement pour l'élite instruite. Yaqub Sannu affirme que son magazine a atteint un tirage de 10 000 exemplaires, ce qui est un chiffre conséquent pour l'époque.
Pendant ce temps, Ahmed Urabi, un officier de l'armée natif non européen, s'élève dans l'armée au rang de colonel. En raison de son éducation paysanne et de sa formation traditionnelle, il en vient à être considéré par beaucoup comme la voix authentique du peuple égyptien. Pour eux, il représente une population paysanne frustrée par les étrangers exonérés d'impôts et les riches propriétaires locaux. Urabi impose le respect et le soutien non seulement de la paysannerie, mais aussi d'une grande partie de l'armée égyptienne.

## La prise de pouvoir d'Urabi
La tension monte au cours de l'été 1881 alors que le Khédive et les officiers égyptiens, maintenant dirigés par Urabi, recherchent des partisans et rassemblent des alliés. En septembre, le Khédive ordonne au régiment 'Urabi de quitter le Caire. Celui-ci refuse et ordonne la destitution des généraux turco-circassiens et la création d'un gouvernement élu. Incapable de s'opposer à la révolte, Tewfiq accepte et une nouvelle chambre des députés et un gouvernement sont établis contenant un certain nombre d'alliés d'Urabi. En janvier 1882, Urabi devient ministre de la Guerre.

## Intervention étrangère
Le 8 janvier 1882, les Français et les Britanniques envoient une note commune affirmant la primauté de l'autorité du Khédive. La note rend furieux les parlementaires et Urabi. Le gouvernement s'effondre et un nouveau gouvernement est créé avec à sa tête Urabi en tant que ministre de la Guerre. Ce nouveau gouvernement menace les positions des Européens dans le gouvernement et commence également à licencier un grand nombre d'officiers turco-tcherkesse.
Ce vaste effort de réforme s'heurte aux intérêts européens et à de nombreux grands propriétaires terriens, à l'élite turque et circassienne, aux oulémas de haut rang, aux chrétiens syriens et à la plupart des membres les plus riches de la société. En revanche, il a le soutien de la plupart du reste de la population égyptienne, y compris les oulémas de niveau inférieur, le corps des officiers et les dirigeants locaux.
Les Coptes sont divisés : leur étroite affiliation avec les Européens provoque beaucoup de colère et en fait parfois une cible, mais la profonde rivalité entre les coptes et les chrétiens syriens en conduit beaucoup à s'aligner sur d'autres rebelles égyptiens. Le patriarche copte apporte son soutien à la révolte lorsqu'elle est à son apogée, mais affirme plus tard qu'il avait subi des pressions pour le dire. Urabi et d'autres dirigeants de la révolte reconnaîtront les Coptes comme des alliés potentiels et travailleront pour empêcher tout ciblage de la minorité par les musulmans nationalistes, mais ceux-ci échoueront dans leur objectif.
Un effort pour courtiser le sultan ottoman Abdülhamid II est mis en place. Tewfik Pacha l'appelle à réprimer la révolte, mais le sultan ottoman hésite à employer des troupes contre les musulmans s'opposant à la domination coloniale étrangère. Urabi demande au sultan de déposer Tewfiq, ne recevant aucune réponse.

## Invasion britannique
Dans l'après-midi du 11 juin 1882, la tourmente politique explose en violence dans les rues d'Alexandrie. Des émeutiers attaquent des entreprises grecques, maltaises et italiennes et des batailles éclatent dans les rues. Une cinquantaine d'Européens et 250 Égyptiens sont tués. La cause exacte de la révolte est incertaine ; le Khédive et Urabi sont blâmés pour l'avoir déclenché, mais il n'existe aucune preuve de l'une ou l'autre allégation.
Alors que la garnison de la ville entretient les batteries de défense côtière, un ultimatum est envoyé exigeant le démantèlement des batteries sous la menace d'un bombardement. L'ultimatum est ignoré et la flotte britannique au large d'Alexandrie commandée par l'amiral Beauchamp Seymour bombarde la ville, provoquant une riposte des batteries côtières. La flotte française, également à Alexandrie, refuse d'y prendre part. Une importante force navale britannique tente alors de s'emparer de la ville. Malgré une forte résistance, les forces britanniques réussissent, forçant les Égyptiens à se retirer.
Alors que les révoltes se répandent dans toute l'Égypte, la Chambre des communes britannique vote en faveur d'une intervention plus conséquente. L'armée britannique lance une attaque d'exploration/scoutisme à la bataille de Kafr El Dawwar pour déterminer si le Caire pouvait ou non être avancé depuis Alexandrie. Constatant des défenses égyptiennes importantes, une armée britannique est débarquée dans la zone du canal en septembre. La motivation de l'intervention britannique est toujours contestée. Les Britanniques craignaient particulièrement qu'Urabi ne fasse défaut sur l'énorme dette égyptienne et qu'il puisse tenter de prendre le contrôle du canal de Suez. Le 13 septembre 1882, les forces britanniques battent l'armée d'Urabi à la bataille de Tel-el-Kebir. Urabi est capturé et finalement exilé dans la colonie britannique de Ceylan (aujourd'hui Sri Lanka).

## Conséquences
Alors que l'intervention britannique est censée être de courte durée, elle persistera en fait jusqu'en 1954. L'Égypte devient une colonie jusqu'en 1952. Tant les Britanniques que le gouvernement Khédival firent de leur mieux pour discréditer le nom de Urabi et la révolution, bien qu'il soit resté une figure populaire au sein de la société. Le gouvernement utilisa les médias d'État et le système éducatif pour dénoncer Urabi comme un traître et la révolution comme une simple mutinerie militaire. L'historien égyptien Mohammed Rif'at fut l'un des premiers à qualifier les événements de thawrah, ou « révolution », mais il affirma qu'il manquait de soutien populaire. D'autres historiens en Égypte ont soutenu cette thèse, et l'ont même développée, subissant parfois la censure du gouvernement. Au cours des dernières années de la monarchie, les auteurs devinrent plus critiques à l'égard de l'ancien régime et en particulier des Britanniques, et Urabi est parfois présenté comme un héros de la liberté et du constitutionnalisme.
La révolte d'Urabi a eu une signification durable en tant que premier exemple du nationalisme anticolonial égyptien, qui jouera plus tard un rôle très important dans l'Histoire égyptienne. Surtout sous Gamal Abdel Nasser, la révolte serait considérée comme une « lutte glorieuse » contre l'occupation étrangère. La révolution Urabi est considérée par le mouvement des officiers libres comme un précurseur de la révolution de 1952, et Nasser et Muhammad Neguib seront comparés à Urabi. Les manuels nasseristes qualifient la révolte Urabi de « révolution nationale », mais le leader est accablé de grandes erreurs stratégiques et ne représente pas autant un « homme du peuple » que Nasser. Au cours de l'expérience avec le socialisme arabe, la révolte Urabi a aussi parfois été replacée dans un contexte marxiste. Également pendant la période d'infitah (libéralisation économique) du président Sadate, au cours de laquelle subsistait une libéralisation économique croissante, contrôlée et des liens croissants avec le bloc occidental, le gouvernement a exagéré le désir des ʻUrabistes de rédiger une constitution et d'organiser des élections démocratiques. Après la révolution de 1952, l'image d'Urabi, du moins officiellement, s'est globalement améliorée, avec un certain nombre de rues et une place du Caire portant son nom indiquant la place honorifique qu'il occupe dans l'histoire officielle.

## Opinions des historiens
Les historiens sont en général divisés, un groupe considérant la révolte comme une poussée pour le libéralisme et la liberté sur le modèle de la Révolution française et d'autres affirmant qu'il ne s'agit que d'un coup d'État militaire, similaire à ceux du mouvement de 1952. Parmi les historiens occidentaux, en particulier britanniques, il y a une vision traditionnelle selon laquelle la révolution Urabi n'est rien de plus qu'une « révolte » ou une « insurrection » et non une véritable révolution sociale. De loin l'Anglais le plus influent d'Egypte, Lord Cromer, écrit une évaluation cinglante des 'Urabistes dans son livre Modern Egypt. Bien que ce point de vue soit encore partagé par beaucoup, il y a eu une tendance croissante à appeler la révolution Urabi comme une véritable révolution, en particulier parmi les historiens les plus récents ayant tendance à mettre l'accent sur l'histoire sociale et économique et à examiner les sources indigènes plutôt qu'européennes.
Le premier ouvrage publié d'Isabella Augusta Gregory, qui embrassa plus tard le nationalisme irlandais et joua un rôle important dans la vie culturelle de l'Irlande, fut Arabi and His Household (1882), un pamphlet (à l'origine une lettre au journal The Times) à l'appui de Ahmed Urabi et sa révolte. Juan Cole, professeur à l'Université du Michigan à Ann Arbor, a récemment publié une évaluation de la révolte Urabi.
Les historiens ont également été divisés sur les raisons de l'invasion britannique, certains affirmant que c'était pour protéger le canal de Suez et empêcher « l'anarchie », tandis que d'autres soutiennent que c'était pour protéger les intérêts des investisseurs britanniques ayant des actifs en Égypte (voir Guerre anglo-égyptienne de 1882).